# ブラック・シー (映画)
『ブラック・シー』（原題：Black Sea）は、2014年制作のイギリス、アメリカ合衆国の映画。
黒海に沈んだUボートに積まれた金塊を手に入れるべく潜水艦で旅立った男たちのスリリングな冒険を描く。ジュード・ロウ主演。

## あらすじ
ロビンソンは水中サルベージのベテラン船長で、最近離婚し、幼い息子から引き離されてしまっている。彼は、仲間のカーストンとブラッキーとともに11年間勤めた会社アゴラから解雇されてしまう。意気消沈したカーストンは、数百万ドル相当の金塊を積んでジョージア沖の黒海で沈没した第二次世界大戦期のVIIC型Uボートの残骸をアゴラが発見したがロシア・ジョージア戦争後の領土紛争のため、それを引き揚げることが出来なかったという情報を入手したと2人に伝える。
ロビンソンとブラッキーはルイスという謎の男と会う。ルイスは、利益の然るべき割合と引き換えに金塊を回収する冒険に資金を提供することに同意し、部下のダニエルズに冒険に同行するよう命じる。ロビンソンはカーストンの友人であると言う若い男トービンに会い、トービンはロビンソンにカーストンは自殺したと言う。ロビンソンはトービンを冒険に同行させることにする。5人のロシア人と6人のイギリス人が集められ、各人が戦利品の平等な分配を約束される。彼らはクリミアのセバストポリ港に行き、旧式のフォックストロット級潜水艦を入手する。ロシア人たちは若いトービンを、実際はもうすぐ父親になる予定であるにも拘わらず、彼が童貞であると誤解し、それは不吉な前兆と見做す。
ロシア語と英語の両方を話すのはブラッキーだけだったため、コミュニケーションの行き違いにより緊張が高まり、フレイザーがブラッキーの胸を刺す喧嘩にまで発展した。混乱の中で火災が発生し、爆発が発生して潜水艦は操縦不能に陥り、イギリス人乗員のブラッキーとギテンズが死亡、ロビンソンは意識を失った。ロビンソンが18時間後に目が覚めた時、ロシア人が艦の半分を占領し、残りの半分をイギリス人が占めていた。金塊を積んだ損傷した潜水艦は海底に横たわっており、その駆動軸は使用不能だが、ソナースキャンの結果に基づくと、ソ連の潜水艦はUボートの設計をベースにしていたため、古いUボートに近く、駆動軸を回収して流用出来る可能性があることが分かる。ロビンソンは、ロシア人乗員モロゾフが英語を話すことを知る。
フレイザー、ピーターズ、トービンは海底を伝い歩き、Uボートの残骸を発見する。彼らはドライブシャフトと金塊を回収したが、ピーターズは溝に落ちてしまい、空気ホースが切断されたため死亡する。乗員は修理を完了し、潜水艦は航行を再開する。彼らが浮上する前に、ダニエルズはロビンソンに、自分たちが罠に嵌りつつあることを伝える。彼らの前の雇用主であるアゴラは、彼らが金塊を回収することを期待して、実際には生きているカーストンを介してUボートの位置の詳細を意図的に彼らに漏らし、待ち構えているロシア海軍に男たちが捕らえられた後、アゴラが金塊を頂くという計略だったのだ。ロビンソンは浮上せずにトルコのサムスン港へ向かうことを決めるが、追っ手から逃れるためには狭い海溝を通る危険な航行を余儀なくされたる。ダニエルズは自分が助かりたいがために、フレイザーにエンジン整備士のザイツェフを殺害するよう説得する。ザイツェフが死ねば潜水艦を安全に運行するのに十分な人員がいなくなるため、ロビンソンも諦めるだろうという読みである。2度目の爆発が起こり、潜水艦は海底に沈み、艦に穴が開いてしまう。
フレイザーと他の乗員は海水の浸入を防ごうとするが上手くいかない。パニックに陥ったダニエルズは隔壁の扉に鍵をかけ、3人を溺死させるが、衣服が引っ掛かり、ダニエルズも隣の部屋に閉じ込められる。モロゾフは最後の隔壁を閉じ、ダニエルズを溺死させ、ロビンソンが3着の脱出スーツを隠していた魚雷発射部分でロビンソン、トービン、そして自分自身の身を守った。ロビンソンはトービンとモロゾフを脱出させ、自分は緊急レバーを使って3番目に脱出するとトービンに説明する。2人が水面上に出ると、モロゾフはトービンに、緊急レバーは実は無く、ロビンソンが自分自身を犠牲にすることを選んだのだと言う。しかしその直後、金塊の一部とロビンソンの家族の写真が入った3番目の脱出スーツが浮上して来る。

## キャスト
※括弧内は日本語吹替
- ロビンソン - ジュード・ロウ（平田広明）
- ダニエルズ - スクート・マクネイリー（西健亮）
- フレイザー - ベン・メンデルソーン（さかき孝輔）
- ピータース - デヴィッド・スレルフォール（英語版）（こねり翔）
- ブラッキー - コンスタンチン・ハベンスキー（村治学）
- トビン - ボビー・スコフィールド（布施川一寛）
- モロゾフ - グリゴリー・ドブリギン（寸石和弘）
- ザイツェフ - セルゲイ・プスケパリス
- レイノルズ - マイケル・スマイリー（英語版）（蜂須賀智隆）
- ババ - セルゲイ・ヴェクセル
- レフチェンコ - セルゲイ・コレスニコフ
- クリシー - ジョディ・ウィテカー（種市桃子）
- ギッテンズ - ブランウェル・ドナヒー（田村真）
- ルイス - トビアス・メンジーズ
- リアム - カール・デイヴィス
- カーストン：ダニエル・ライアン